# Arabeska (literatura)
Arabeska – określona przez F. Schlegela w odniesieniu do literatury jako nowy gatunek prozy artystycznej, niewielki rozmiarami utwór nasycony elementami baśniowej fantastyki, o kapryśnej kompozycji i ironiczno-humorystycznym stylu, kojarzący efekty poetyckie z komicznymi.
Forma charakterystyczna dla romantyzmu niemieckiego, ale stosowali ją w określaniu swoich dzieł także Gogol i E. A. Poe.